# Daniele De Rossi
Daniele De Rossi (Roma, 24 de juliol del 1983) és un exfutbolista i entrenador italià. Ha estat campió del món al Mundial d'Alemanya de 2006.

## Carrera

### Club

#### El debut a laSerie A
Nascut a Ostia, barri marítim de Roma, i romanista des de petit, De Rossi comença a jugar molt aviat al sector juvenil de l'Ostiamare i, gran promesa com a davanter, passa a l'AS Roma, equip del qual el seu pare Alberto és un dels majors responsables, a més a més d'entrenador dels equips infantils.
El 30 d'octubre de 2001 debuta a la Lliga de Campions de la UEFA al partit contra l'Anderlecht (1-1).
A la temporada 2002/03, amb només 19 anys, De Rossi comença a formar part oficialment de l'equip, Capello el fa debutar el 25 de gener de 2003 al partit perdut contra el Como (2-0). El 10 de maig contra el Torino, disputa el seu primer partit com a titular i marca el seu primer gol giallorosso.

#### L'èxit
La temporada 2003/04 és per De Rossi aquella de la consagració, de fet el centrecampista millora moltíssim (també gràcies a la presència molt a prop d'ell d'Emerson), tant com per a guanyar-se la convocació amb la selecció.
El 2004/05 pateix juntament amb tot l'equip una vistosa baixada de nivell físic, però es recupera brillantment a la temporada següent en la qual, gràcies a Spalletti, De Rossi torna a ser un líder de l'equip, tant com per merèixer per primera vegada el braçalet de capità, el 15 de març al partit de Copa UEFA contra el Middlesbrough FC.
Quatre dies després, el 19 de març durant el partit AS Roma-Messina Calcio, De Rossi marcà un gol de cap empenyent la pilota amb la mà. L'àrbitre dona el gol per vàlid, però el jugador, defenent el fair play va admetre la irregularitat i el gol fou anul·lat.
La temporada 2006/07 és per a Daniele aquella de la consagració definitiva tant a nivell nacional com a internacional. El seu gran temperament de competició juntament amb el seu estat físic el portent a convertirse en un element indispensable de l'equip giallorosso, gairebé com ho és Francesco Totti.
La temporada positiva de l'AS Roma és també mèrit seu: de fet, tots els partits que va jugar van ser d'alt nivell.
La seva evolució tàctica l'ha portat a ampliar el seu (ampli) inventari d'accions, de manera que es converteix en un bon mur per a la defensa, i un bon rematador quan es tracta d'atac. El convertir-se en central, l'ha portat a reduir el seu nombre de gols (2 a la lliga i un a la copa), però tots han estat macos i decisius.
El 19 d'agost de 2007 a l'estadi Giuseppe Meazza de Milà, marca al minut 33 del segon temps, de penal, el gol que concedeix la Supercoppa Italiana als giallorossi: l'Inter de Milà és batut a casa per 1 a 0, davant la presència de 8.000 romanisti.

### Internacional

#### Les victòries juvenils
De Rossi ha sumat diverses presències a la selecció Sub-21, amb la qual va guanyar coma titular els Europeus Sub-21 del 2004. El mateix any va guanyar la medalla de bronze a les Olímpiades d'Atenes amb la selecció olímpica i, algunes setmanes més tard, el 4 de setembre de 2004, debuta amb la selecció Absoluta, al partit contra Noruega (2-1) a Palerm, vàlid per a la qualificació per al Mundial d'Alemanya de 2006. Al seu debut, De Rossi va marcar el seu primer gol azzurro, i des d'aleshores es va convertir en un convocat fix per a Lippi.

#### ElMundial d'Alemanya
Al maig de 2006 De Rossi és convocat per al Mundial d'Alemanya, on parteix com a titular, però durant el partit Italia-Estats Units (1-1) del 17 de juny és expulsat, al minut 26 del primer temps, per haver donat un cop de puny durant un contrast aeri al jugador Brian McBride, ferint-lo. Un gest incorrecte li va comportar 4 dies de desqualificació i una reprimenda de l'entrenador Lippi. Després del partit, De Rossi es va disculpar amb Mc Bride als vestuaris, amb els aficionats a la televisió i oficialment amb la FIFA escrivint una carta.
Acabada la desqualificació, De Rossi torna a estar a disposició del seleccionador per a la final del 9 de juliol de 2006, on entra al lloc de Francesco Totti i es converteix en campió del món, marcant el tercer penal contra França. De Rossi, juntament amb Perrotta i Totti és un dels tres romanisti que va guanyar el mundial.

#### Temps recents
Actualment té una presència estable dins el grup dels titular de Donadoni, i després de l'abandonament del seu company d'equip Francesco Totti, ha heretat el número 10, estrany per a un centrecampista.
El 30 de març de 2005, amb només 21 anys, va posar-se per primer cop el braçalet de capità de la selecció al segon temps del partit amistós Itàlia-Islàndia (0-0).
Ha fet també de capità, com a titular, al partit amistós Itàlia-Sud Àfrica (2-0) del 17 d'octubre de 2007.

## Estadístiques

### Club
Actualitzades a 16 de maig de 2009.
| Equip                   | Temporada               | Serie A | Serie A | Coppa Italia | Coppa Italia | Competicions europees¹ | Competicions europees¹ | Altres competicions² | Altres competicions² | Total   | Total |
| Equip                   | Temporada               | Partits | Gols    | Partits      | Gols         | Partits                | Gols                   | Partits              | Gols                 | Partits | Gols  |
| ----------------------- | ----------------------- | ------- | ------- | ------------ | ------------ | ---------------------- | ---------------------- | -------------------- | -------------------- | ------- | ----- |
| AS Roma                 | 2001-02                 | -       | -       | 3            | 0            | 1                      | 0                      | -                    | -                    | 4       | 0     |
| AS Roma                 | 2002-03                 | 4       | 2       | 3            | 0            | -                      | -                      | -                    | -                    | 7       | 2     |
| AS Roma                 | 2003-04                 | 17      | 0       | 4            | 0            | 6                      | 1                      | -                    | -                    | 27      | 1     |
| AS Roma                 | 2004-05                 | 30      | 2       | 5            | 1            | 3                      | 1                      | -                    | -                    | 38      | 4     |
| AS Roma                 | 2005-06                 | 34      | 6       | 3            | 0            | 7                      | 0                      | -                    | -                    | 44      | 6     |
| AS Roma                 | 2006-07                 | 36      | 2       | 8            | 2            | 10                     | 2                      | 1                    | 0                    | 55      | 6     |
| AS Roma                 | 2007-08                 | 34      | 5       | 6            | 0            | 10                     | 0                      | 1                    | 1                    | 51      | 6     |
| AS Roma                 | 2008-09                 | 33      | 3       | 2            | 0            | 7                      | 0                      | 1                    | 1                    | 43      | 4     |
| Total a la seva carrera | Total a la seva carrera | 188     | 20      | 34           | 3            | 44                     | 4                      | 3                    | 2                    | 269     | 29    |

¹Lliga de Campions i Copa de la UEFA

²Supercopa italiana

## Palmarès

### Club
Coppa Italia
AS Roma: 2006/07
Supercoppa Italia
AS Roma: 2007

### Selecció
Campionat d'Europa Sub-21: 2004
Olimpiades: Medalla de Bronze, 2004
Mundial: 2006

### Personals
Oscar del Calcio: Millor Jove, 2006

## Curiositats
- Va debutar a l'AS Roma amb el número 27, que va dur durant dues temporades, després va escollir el 4, que va fer servir també al Mundial d'Alemanya, i finalment el número 16 (dia en què va néixer la seva filla Gaia). Des del partit Italia-Ucraïna, disputat a l'Estadi Olímpic de Roma, el setembre de 2006, porta amb la selecció, la prestigiosa samarreta número 10, que anteriorment portava Francesco Totti.
- El 18 de maig de 2006 es va casar amb Tamara Pisnoli, filla i ex ballarina del programa de Mediaset Sarabanda amb la qual ha tingut una filla, Gaia De Rossi, nascuda el 16 de juliol de 2005.
- El 29 de desembre de 2006, va estar proclamat per un sondeig de Men's Health, l'atleta italià protagonista del 2007.
- Després de la derrota contra el Manchester a Old Trafford el 10 d'abril de 2007 a la Lliga de Campions, va descarregar de manera anònima durant la nit, al centre esportiu de Trigoria, una càrrega de gairebé 150 quilos de pastanagues. La postal que les acompanyava deia que s'havien de repartir entre tots els jugadors excepte a De Rossi, autor de l'únic gol de l'AS Roma.[1]